# 丹利 (埃爾帕拉伊索省)

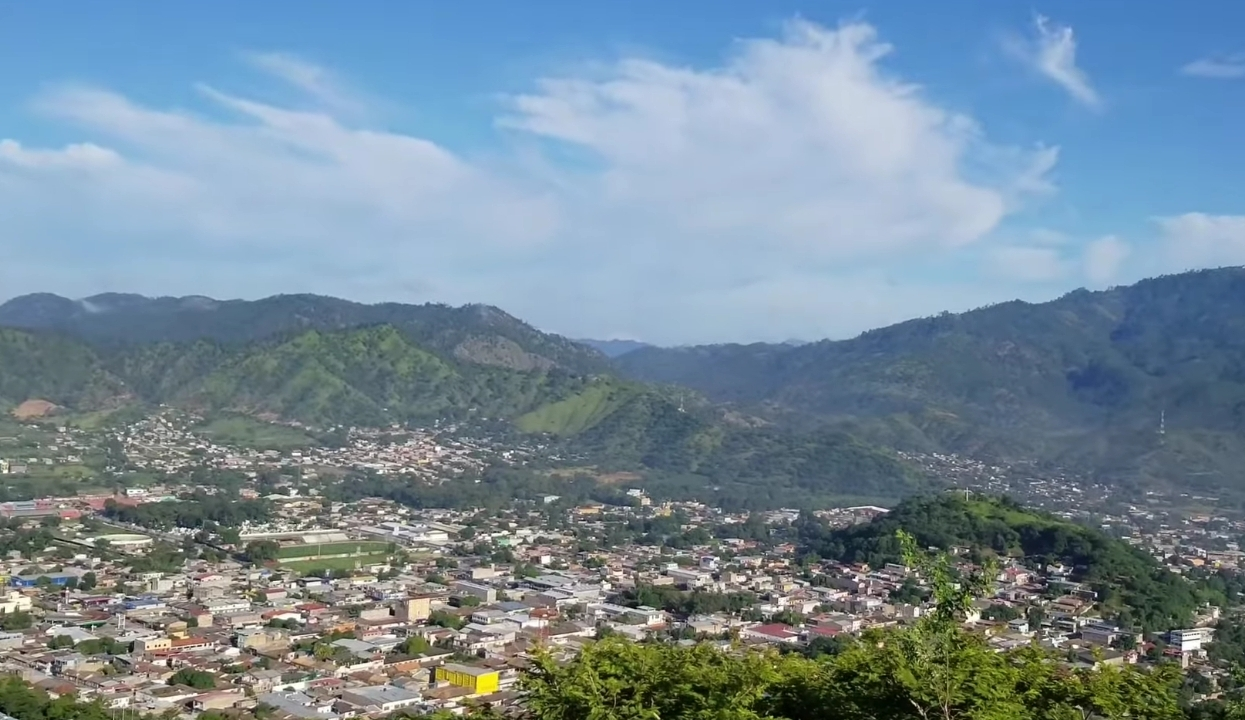
丹利

丹利（西班牙語：Danlí）是洪都拉斯的城市，由埃爾帕拉伊索省負責管轄，位於該國南部，距離首都特古西加爾巴92公里，始建於1820年9月24日，面積2,517平方公里，海拔高度814米，2001年人口135,136。